# Katzenbuckel (Michelstadt)
Der Katzenbuckel ist ein 449,3 m ü. NN hoher bewaldeter Berg im Odenwald und die namhafteste Erhebung in der Gemarkung Weiten-Gesäß der Stadt Michelstadt im Odenwaldkreis in Hessen. Er ist namensgleich mit dem Katzenbuckel (626,8 m ü. NN), dem höchsten Gipfel des gesamten Odenwaldes bei Eberbach am Neckar. 
Der Katzenbuckel liegt im Buntsandstein-Odenwald auf einem Ausläufer des Höhenzuges, der das Mümlingtal vom Mudtal scheidet. Dieser Ausläufer nimmt seinen Ausgang bei Eulbach (510 m ü. NN) und erstreckt sich als Höhenrücken etwa drei Kilometer weit bis zu den ersten Häusern von Weiten-Gesäß (370 m ü. NN) in nordnordwestliche Richtung zwischen dem Bach an dem Schlehengrund (links) und dem Bach an dem alten Grund (rechts). Kurz vor der Ortslage hat der Katzenbuckel einen Nebengipfel mit Namen Zuckerbuckel (430 m ü. NN). 
Der Katzenbuckel ist im Höhenrücken, der ihn trägt, durch keine auf Topographischen Karten erkennbare Einschartung abgesetzt. In der von Weiten-Gesäß aus sich bietenden Perspektive hebt er sich jedoch als Buckel ab. Von hier aus führt ein Forstweg auf der Kammlinie über den Katzenbuckel hinauf nach Eulbach. 